# Droomvlucht (musical)
Droomvlucht was een musical van Efteling Theaterproducties en Stage Entertainment gebaseerd op de gelijknamige attractie in de Efteling.

## Verhaal
De musical gaat over Lila die weer eens bij haar oma moet logeren omdat haar ouders weer eens voor het werk weg moeten. Niet dat het thuis zo fijn is, als haar ouders thuis zijn maken ze alleen maar ruzie.
Oma wil met Lila verder werken aan het elfenboek, maar Lila voelt zich daar te oud voor. 
Als oma op een gegeven moment warme chocolademelk met zelfgebakken koek gaat klaarmaken voor Lila, gaat Lila even liggen op de bank en valt ze in slaap met haar hoofd rustend op het elfenboek. Even later begint het te onweren en komen er vreemde wezens binnen bij oma. Deze wezens nemen Lila en oma mee. Volgende moment zijn ze opeens in de elfenwereld, alhoewel Lila dit niet wil geloven.
Ze worden daar aangesproken door een trol genaamd Krakeel. Alleen Krakeel wil geen trol zijn, maar een elfje.
Daar krijgen ze te horen dat Oberon (koning der elfen) hun hulp nodig heeft. Lila gelooft er niets van en wil naar huis, maar oma wil blijven.
Lila legt zich er min of meer bij neer en gaat samen met oma en Krakeel naar het elfenrijk. 
De trollen onder leiding van koning Furius willen de elfen eens en voor altijd uitroeien, maar vooral wil Furius wraak op Amyra, het elfje dat hem vleugels gegeven heeft.
Om uit te zoeken waar Amyra is, stuurt hij zijn spion Fladderedatsj op pad om haar te zoeken.
Onderweg naar de elfen moeten oma, Krakeel en Lila door het trollenrijk, alwaar ze gevangen worden genomen. In de schermutselingen die daar op volgen, weten Krakeel en Lila te ontsnappen, maar oma niet. Furius is zeer ontstemd omdat hij oma niet wil hebben, maar Lila (die volgens hem Amyra) is. Lila wil niets liever dan haar oma bevrijden en wil niet eerst de hulp van de elfen gaan halen, maar meteen teruggaan.
Krakeel wil Lila achterna, maar is te bang om naar het trollenrijk te gaan in zijn eentje en besluit dan toch maar de elfen op te zoeken. Onderweg naar de elfen komt hij de faun Brem en het vuurvliegelfje Aloë tegen, die hem versieren als elfje, waardoor Krakeel echt denkt dat hij een elfje is.
Als Lila bij Furius aankomt, is hij blij omdat hij eindelijk Amyra heeft. Tijdens het gesprek dat dan volgt, verspreekt oma zich en verklapt zij dat zij Amyra is.
Furius merkt ook dat Lila het niet naar haar zin heeft en niets met elfen te maken wil hebben. Furius begint haar dan ook op te stoken tegen haar oma en de elfen.
Ondertussen zijn Oberon, Titiana, Brem en Aloë op zoek naar Amyra. Ze krijgen daarbij hulp van Krakeel, die inmiddels weet dat hij geen elfje is.
Oma heeft ondertussen weten te ontsnappen aan Furius en komt Oberon, Titania, Brem, Aloë en Krakeel tegen. Brem en Aloë zeggen tegen Oberon dat oma en Amyra één en dezelfde persoon zijn. Oma vertelt dat Furius Lila heeft en tegen hen aan het opstoken is en vraag hulp om Lila te bevrijden.
Oberon en Furius komen even later recht tegenover elkaar te staan. Furius probeert Lila zover te krijgen dat ze de elfen voor altijd afzweert, maar ondertussen vertelt oma dat er maar 1 weg terug is naar huis en dat is dromen. Lila twijfelt op dat moment voor wie ze moet kiezen, maar kiest uiteindelijk de kant van de elfen, waarna er weer elfenstof naar beneden dwarrelt. Oberon en Furius sluiten vrede, onder de voorwaarden dat de elfen wegblijven uit het trollenrijk. Oma en Lila keren terug naar huis. Aldaar komt oma terug uit de keuken met de chocolademelk en de koek. Oma wekt Lila die oma vertelt van haar vreemde droom. Vlak daarna wordt er opeens aangebeld bij oma, blijkt dat de ouders van Lila terug zijn. Ze hadden pech gekregen onderweg en hebben goed met elkaar kunnen praten. Lila vertelt haar ouders over haar droom. Oma die chocomel en zelfgemaakte koek halen is voor de ouders van Lila, loopt naar buiten en ziet iets wat op een vuurvliegje of vuurvliegelfje lijkt.

## Rolverdeling

### Volwassenen
- Oma (Amyra) - Doris Baaten, Rosalie de Jong (understudy)
- Robert / Oberon* - Christo van Klaveren/Rein Kolpa
- Tanja / Titania - Rosalie de Jong, Lonneke Hinnen (understudy)
- Furius - Jorge Verkroost, Danny Houtkooper (understudy)
- Krakeel - Steve Beirnaert/Jamai Loman
- Fladderadatsj - Danny Houtkooper, Evert Jan Korving (understudy)
- Ensemble - Natascha Willems, Stephan Holwerda, Lisette Eising, Sascha Vincke, Lonneke Hinnen, Bram Verhaak, Veerle Casteleyn, Remy Koffijberg, Wendy Peters, Evert-Jan Korving, Benjamin Boer, Stephanie Steffens, Tjindjara Metschendorp, Annick Huizinga, Yael Sarioa, Sjoerd van der Meer, Leon Batelaan, Joeri Melkert, Marit Meure, Rosanne Langeveld, Kim Chaudron, Vita Boers, Riet DeBruyne, Jurre Geluk, Jeffrey Zwaan

Oorspronkelijk zou Hugo Haenen de rol van Oberon gaan spelen, maar vlak voor de start van de productie werd Haenen getroffen door een virale hersenontsteking. Hij was niet meer op tijd hersteld om tijdens de looptijd van deze show nog mee te doen.

### Kinderen

#### Lila
- Sarah Nauta
- Robin de Boer
- Vajèn van den Bosch
- Isha Ferdinandus
- Nicole van Dorp

#### Brem
- Nathan van der Horst
- Cas van Leeuwen
- Gino Korsel
- Roan Pronk

#### Aloë
- Chantal Tinbergen
- Iris Klein Gebbink
- Manouk Pluis
- Zoë Rijk

#### Amyra
- Belle Zimmerman
- Aimée de Pater
- Nicole van Dorp
- Ruby Segers

#### Kinderensemble
- Daan van Rossen, Dominique Schulte, Femke Schuurmans, Florien Ferdinandus, Leila-Jane Ali Dib, Jelle Stout, Chris Kokkeel, Liselotte Wilbrink, Isabel de Wit
- Niels Vorselaars, Kirsten de Vos, Serra Potters, Yuna Borsboom, Lasse de Mol, Joris van de Waterbeemd, Melody de Winter, Ole Peters, Juliana Zijlstra
- Yvonne Seegers, Naomi Koppele, Myrthe Hendrix, Julius de Vriend, Nigel Gerritsen, Liza Berkhout, Esther Berkhout, Eva Kolsteren, Rik Hoekstra
- Rory Mijnen, Joy Davelaar, Rosanne Waalewijn, Delano Willemsen, Laura de Koning, Valentijn Banga, Myléne Waalewijn,  Vera Hogerwaard, Evi Heemskerk

## Liedjes uit de musical
Acte I
- Proloog - Orchestra
- Ouverture - Orchestra
- Elfenboek - Oma
- Ik Ben Er Niet - Lila
- Durf Te Dromen (Preprise) - Oma
- De Droomvlucht - Orchestra, Ensemble
- Het Trollenrijk - Orchestra
- Nu Is Het Onze Beurt - Furius
- Elfenrijk - Ensemble
- Elfenstof - Titania, Ensemble
- Let Maar Niet Op Mij - Krakeel, Ensemble
- Planeten - Orchestra
- Laat Elke Ster Feller Schijnen - Oberon, Titania, Amyra
- Iedere Stap Vooruit - Oma, Lila, Krakeel, Ensemble
- Iedere Stap Vooruit (Reprise) - Oma, Lila, Krakeel, Ensemble
- Nu Is Het Onze Beurt (Reprise) / Pauzefinale - Orchestra

Acte II
- Entr'acte - Orchestra
- Let Maar Niet Op Mij (Reprise) - Krakeel, Aloë, Brem
- Laat Elke Ster Feller Schijnen (Reprise) - Titania
- Bosfeest - Orchestra, Titania
- Elfenstof (Reprise) - Oberon
- Flashback / Durf Te Dromen (Preprise) - Oma
- Realiteit - Furius, Oma
- Is Dit Wat Ik Wil? - Lila
- De Confrontatie - Orchestra
- Durf Te Dromen - Oma, Lila, Oberon, Titania, Krakeel, Aloë, Brem, Amyra, Ensemble
- Spiegelbeeld - Amyra, Lila
- Terugreis / Einde - Orchestra

## Soundtrack
Van de musical verscheen op 2 december 2011 een album onder de titel Droomvlucht - Een betoverende reis met vele nummers uit de musical. Op 11 februari 2012 kwam het album op nummer 3 binnen in de Nederlandse Album Top 100.

### Hitnotering

#### NederlandseAlbum Top 100
| Hitnotering: (Week 1) 11-02-2012 Hitnotering: (Week 2) 03-03-2012 Hitnotering: (Week 3) 12-05-2012 Hitnotering: (Week 4) 16-06-2012 | Hitnotering: (Week 1) 11-02-2012 Hitnotering: (Week 2) 03-03-2012 Hitnotering: (Week 3) 12-05-2012 Hitnotering: (Week 4) 16-06-2012 | Hitnotering: (Week 1) 11-02-2012 Hitnotering: (Week 2) 03-03-2012 Hitnotering: (Week 3) 12-05-2012 Hitnotering: (Week 4) 16-06-2012 | Hitnotering: (Week 1) 11-02-2012 Hitnotering: (Week 2) 03-03-2012 Hitnotering: (Week 3) 12-05-2012 Hitnotering: (Week 4) 16-06-2012 | Hitnotering: (Week 1) 11-02-2012 Hitnotering: (Week 2) 03-03-2012 Hitnotering: (Week 3) 12-05-2012 Hitnotering: (Week 4) 16-06-2012 | Hitnotering: (Week 1) 11-02-2012 Hitnotering: (Week 2) 03-03-2012 Hitnotering: (Week 3) 12-05-2012 Hitnotering: (Week 4) 16-06-2012 | Hitnotering: (Week 1) 11-02-2012 Hitnotering: (Week 2) 03-03-2012 Hitnotering: (Week 3) 12-05-2012 Hitnotering: (Week 4) 16-06-2012 | Hitnotering: (Week 1) 11-02-2012 Hitnotering: (Week 2) 03-03-2012 Hitnotering: (Week 3) 12-05-2012 Hitnotering: (Week 4) 16-06-2012 | Hitnotering: (Week 1) 11-02-2012 Hitnotering: (Week 2) 03-03-2012 Hitnotering: (Week 3) 12-05-2012 Hitnotering: (Week 4) 16-06-2012 |
| Week: | 1 | | 2 | | 3 | | 4 | |
| --- | --- | --- | --- | --- | --- | --- | --- | --- |
| Positie: | 3 | uit | 64 | uit | 14 | uit | 73 | uit |

## Einde
Op zondag 9 april 2012 kwam na 170 voorstellingen een definitief einde aan Droomvlucht, althans voor Nederland. Tijdens zijn toespraak op het einde van de slotvoorstelling gaf Roel Vente te kennen, dat Droomvlucht mogelijk in Duitsland op de planken wordt gebracht.